# Colorado State Highway 5
Der Colorado State Highway 5 ist ein in Nord-Süd-Richtung verlaufender State Highway im US-Bundesstaat Colorado.
Der State Highway beginnt unter dem Gipfel des Mount Blue Sky (ehemals Mount Evans) und endet am Echo Lake am Colorado State Highway 103. Er ist eine der höchstgelegenen Straßen in den Vereinigten Staaten und Teil des Mount Evans Scenic Byways.
Die Straße ist in den Wintermonaten vom Labor Day bis zum Memorial Day gesperrt.